# Ovelheiro-gaúcho
Ovelheiro-gaúcho[a][b] é uma raça de cão pastor originária dos pampas gaúchos, no Brasil. Ainda não é reconhecida pela FCI, mas já obteve o reconhecimento da CBKC. É considerado, por lei, patrimônio cultural e genético do Rio Grande do Sul.
É muito resistente e ágil, o que torna-o um cão ideal para as atividades de pastoreio. O ovelheiro foi e ainda é grandemente utilizado para o pastoreio de ovelhas e de outros rebanhos, em especial na região sul do Brasil, atividades tradicionais desta região do país.

## História
Esta raça foi originada no Rio Grande do Sul ao acaso, sem qualquer planejamento que não fosse a utilidade em serviço.
Há duas hipóteses para sua origem, a mais difundida se baseia em características físicas e comportamentais da raça, assim com também tem um contexto histórico provável, e diz que o ovelheiro gaúcho descende de cães de pastoreio sem raça específica do Rio Grande do Sul e também das raças border collie e rough collie, sendo que estes últimos chegaram com os colonos europeus no século XIX, quando os campos gaúchos foram sendo enriquecidos com animais de fazenda, como bois, cavalos e ovelhas. 
O border collie teria chegado ao Rio Grande do Sul na década de 1950, juntamente com uma importação da Austrália de um rebanho de ovelhas da raça merino, para o município de Uruguaiana e posteriormente estes cães foram introduzidos em Pelotas. E os Rough Collie chegaram primeiramente no final do século XIX com imigrantes europeus e posteriormente, no início do século XX, além de chegarem com imigrantes europeus, esta raça também teria sido importada por estancieiros que queriam modernizar as técnicas de manejo com rebanhos em suas propriedades.
A segunda hipótese levantada, é mais recente e se baseia em um estudo histórico, morfológico e comportamental da raça. Segundo o estudo, o ovelheiro gaúcho descende de cães de pastoreio sem raça específica da região e também descende das raças Rough Collie, Cão da Serra da Estrela e Pastor Alemão.
Do Rough Collie os Ovelheiros teriam herdado vários padrões de pelagem, tais como a “coleira” branca, as colorações tricolor, merle e sable, também é comum as orelhas do collie bem como o focinho mais afilado, além da excelente aptidão no pastoreio de ovelhas, 
Segundo este estudo, para aumentar a combatividade dos ovelheiros perante o gado e para que não fossem mortos por cães de outras raças, peões por volta da década de 1920 teriam cruzado seus ovelheiros com cães da raça pastor alemão, além do temperamento descrito, outra característica notável herdada do pastor alemão são as orelhas eretas.
E por último, a base genética mais antiga da raça, é o Cão da Serra da Estrela, o que morfologicamente e historicamente é muito provável, já que várias características físicas encontradas nos ovelheiros gaúchos não estão presentes nas raças anteriormente citadas, e são bastante comuns no cão da Serra da Estrela, que teria chegado aos campos gaúchos pouco após o Tratado de Madrid e a consequente Guerra Guaranítica. A partir de 1784, com o início da demarcação da fronteira entre Portugal e Espanha no Rio Grande do Sul, há um grande aumento na procura por terra e estabelecimento de sesmarias e estâncias. Com a paz, começa de fato a criação do gado em larga escala, sendo que logo após iniciam as plantações e a criação de ovelhas, neste momento chega aos campos gaúchos uma raça portuguesa, o Cão da Serra da Estrela, para auxiliar os camponeses de origem portuguesa na lida com o gado.
Ambas as hipóteses do surgimento desta raça, concluem que estas raças ao chegarem a esta região, sofreram uma seleção genética, porque os peões gaúchos sempre buscavam os cães com maior aptidão para o pastoreio de ovinos, sendo assim, os mais aptos ao pastoreio tiveram melhores condições de procriar, porque seus filhotes eram mais procurados por outros peões, e os melhores pastores eram procurados para cobrir boas fêmeas pastoras, com esta seleção e miscigenação de raças feita nos campos gaúchos, em pouco tempo surgia um nova raça, com fenótipo mais adaptado a região e temperamento mais adequado as necessidades dos peões locais, mas conservavam excelente aptidão para o pastoreio de rebanhos.

## Aparência

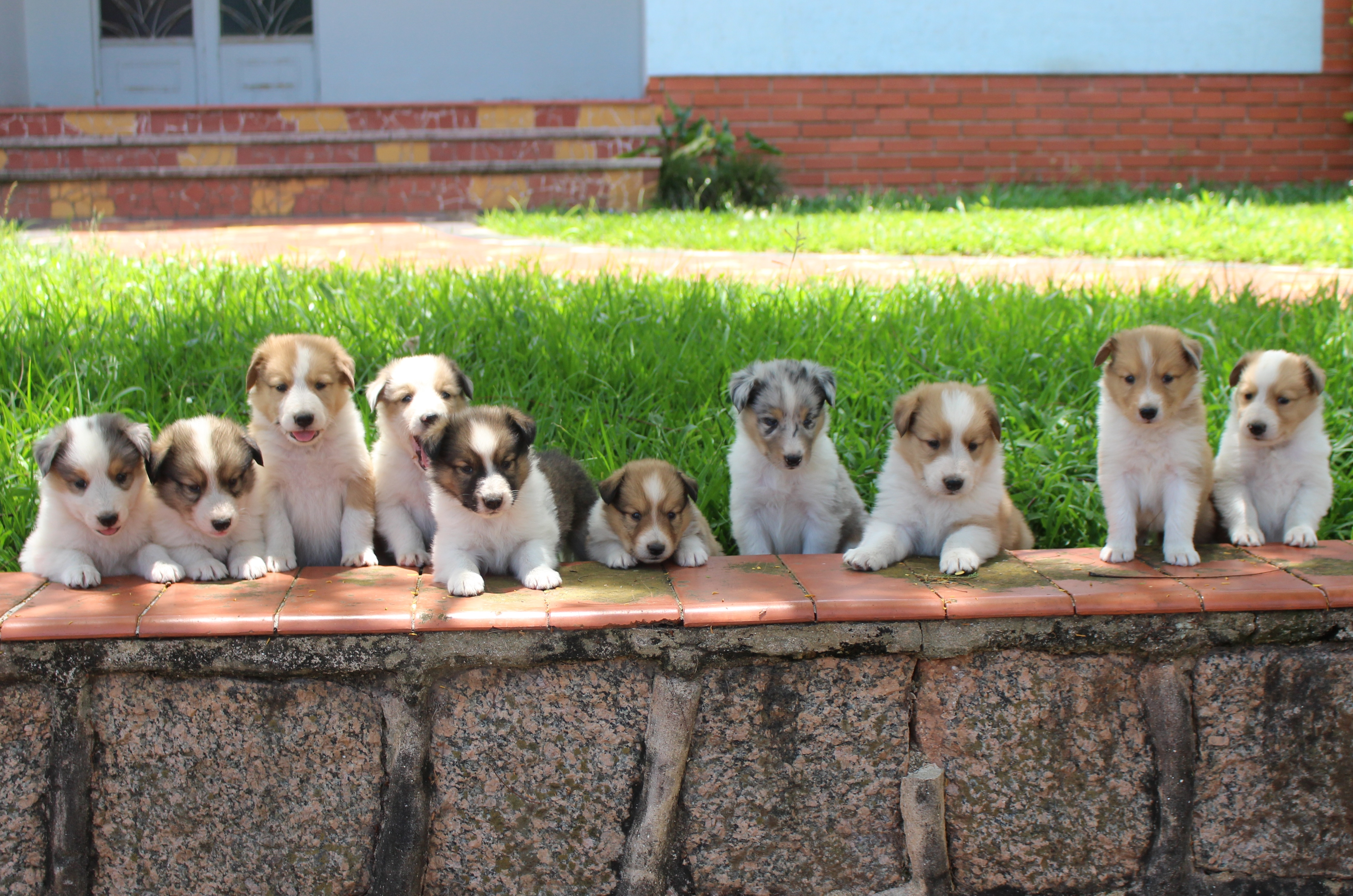
Filhotes de ovelheiro-gaúcho

Morfologicamente são parecidos com cães da raça border collie e outras raças do tipo collie, porém movimentam-se de maneira diferente ao pastorear. Seu tamanho e estatura são medianos, maiores que os border collies e pouco menores que os rough collies. A pelagem não é muito longa, com ou sem subpêlo e pode ser em várias cores.

## Temperamento
Não é um cão agressivo, mas é muito bom para cão de alarme, pois late a qualquer ruído estranho, apesar de dificilmente atacar o invasor. É inteligente, e se adapta fácil, aprende comandos muito rapidamente, não sendo agressivo com o rebanho. Com as pessoas com quem convive é dócil e amigável.